# Dobrosułów
Dobrosułów (niem. Dobersaul) – wieś w Polsce położona w województwie lubuskim, w powiecie krośnieńskim, w gminie Bytnica.
W latach 1975–1998 miejscowość administracyjnie należała do województwa zielonogórskiego.

## Zabytki
- kościół ewangelicki, obecnie rzymskokatolicki filialny pw. Chrystusa Króla, z lat 1880−1891[4]: